# Maastrichts Expositie en Congres Centrum

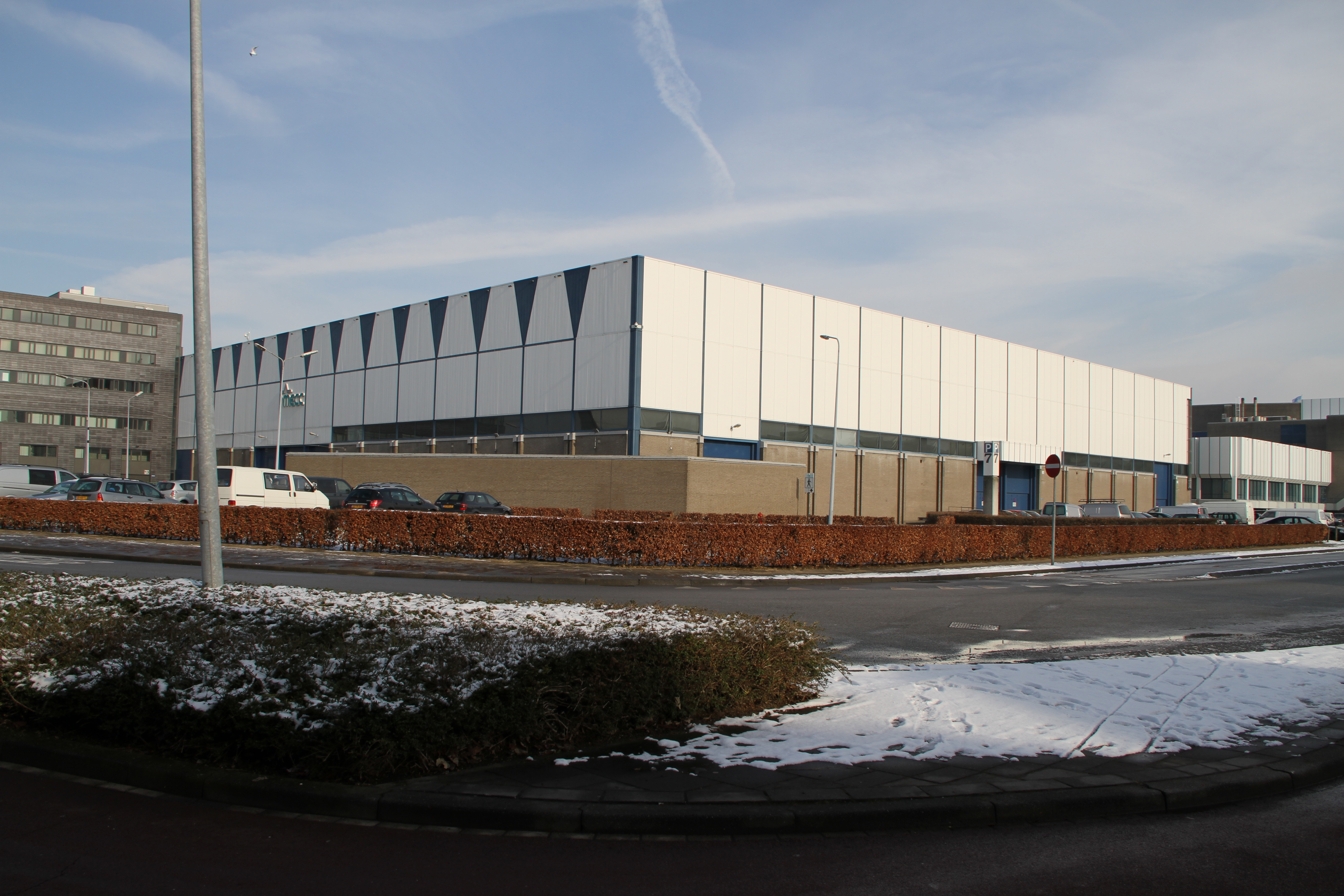
Haupthalle des Kongresszentrums

Das Maastrichts Expositie en Congres Centrum (kurz MECC) ist ein Ausstellungs- und Kongresszentrum in Maastricht.
Der Gebäudekomplex wurde von 1961 bis 1988 erbaut, 1998 bis 2000 nach einem Entwurf der Architekten Janneke Bierman und Hubert-Jan Henket vereinheitlicht und komplettiert und besteht aus diversen Hallen sowie Büro- und Versorgungsräumen. Die beiden Haupthallen A und B besitzen eine Zuschauerkapazität von 1.700 und 2.500 Plätzen. Neben (internationalen) Kongressen, Ausstellungen und Messen wie InterClassics, The European Fine Art Fair, Model United Nations, Domino Day sowie das Boekenfestijn fanden hier auch Konzerte von Musikern wie David Bowie, Prince, Tina Turner, Joe Cocker und André Rieu statt.